# Alchemilla pachyphylla
Alchemilla pachyphylla är en rosväxtart som beskrevs av Sergei Vasilievich Juzepczuk. Alchemilla pachyphylla ingår i släktet daggkåpor, och familjen rosväxter. Inga underarter finns listade i Catalogue of Life.